# Escuela de Guerra del Cuerpo de Marines
La Escuela de Guerra del Cuerpo de Marines (Marine Corps War College, MCWAR), es la escuela superior de la Marine Corps University, que brinda educación militar profesional conjunta (JPME) a oficiales militares estadounidenses seleccionados, funcionarios gubernamentales civiles y oficiales militares internacionales.  El colegio prepara a los oficiales para futuras responsabilidades de mando y estado mayor que requieren competencia operativa excepcional, buen juicio militar y pensamiento estratégico. La universidad está ubicada dentro de la Marine Corps University a bordo de la Marine Corps Base Quantico, Virginia.